# Belhe Zaimoğlu
Belhe Zaimoğlu (* 1968 in Berlin), bisweilen auch Belel Zaimoglu oder Belhe Zaimoglu, ist eine deutsche Theater- und Filmschauspielerin.

## Leben
Zaimoğlu, deren Eltern aus der Türkei (Bolu) als Gastarbeiter nach Deutschland kamen, ist in Berlin geboren. Die jüngere Schwester des Schriftstellers Feridun Zaimoglu ist als Theaterschauspielerin hauptsächlich in der multikulturellen Theaterszene Berlins aktiv. Sie spielte aber auch bereits unter Neco Çelik am Hebbel am Ufer (Romeo und Julia). 2008 hatte sie an der Berliner Tribuene – unter der Regie des Autors Alexej Schipenko – eine der Hauptrollen in der Uraufführung von LOVE Die schönste Geschichte. Katrin Pauly von der Berliner Morgenpost hob in einer späteren Rezension Zaimoglus Darstellung der Inés de Castro in diesem von der Presse sehr unterschiedlich besprochenen Stück als „hervorragend“ hervor. Im Film- und Fernsehbereich spielte Zaimoglu bislang häufig in Filmen türkischer Regisseure in Deutschland mit. Rollen hatte sie u. a. in den Kinofilmen Kanak Attack (2000), der Verfilmung eines Romans ihres Bruders, dem im gleichen Jahr erschienenen Auslandstournee, sowie Urban Guerillas und Süperseks (beide 2004). 2001 spielte sie überdies eine tragende Rolle in dem als „bester Fernsehfilm“ für den Deutschen Fernsehpreis nominierten Polizeithriller Rette deine Haut von Lars Becker. Daneben wirkt Zaimoglu, die sowohl in deutscher als auch in türkischer Sprache arbeitet, als Sprecherin und Synchronsprecherin.
Für das Literaturmagazin Littera Borealis schrieb die Schauspielerin 2004 einen Beitrag zum 40. Geburtstag von Feridun Zaimoglu.

## Filmografie
Spielfilme
- 2004: Süperseks
- 2004: Urban Guerillas
- 2002: Liebe unter Verdacht (TV)
- 2002: Afro Deutsch
- 2001: Rette deine Haut (TV)
- 2000: Zoom – It’s Always About Getting Closer
- 2000: Auslandstournee
- 2000: Kanak Attack

Serien
- 2000: Ein starkes Team: Tödliche Rache
- 1997: Park Hotel Stern